# Джахангир
Абуль-Фатх Нур ад-дин Мухаммад Джахангир (перс. میرزا نورالدین محمد سلیم‎, более известен как Джахангир, с перс. جهانگیر‎ — «Повелитель мира»; 30 августа 1569 — 8 ноября 1627) — военный и государственный деятель, четвёртый падишах Империи Великих Моголов (1605—1627).

## Ранняя биография
Шахзаде Султан Салим Бахадур родился в 1569 году третьим сыном могольского падишаха Акбара. Его матерью была Мариам уз-Замани (1542—1623), дочь Бхармала, раджи Дхундхара.
Начиная с 1601 года шахзаде Салим управлял Аллахабадом, где вёл себя как полностью независимый правитель, жалуя джагиры и издавая собственные фирманы. Поведение Салима привело его к конфликту с визирем империи Абу-л Фазлом Аллами, ратовавшим за укрепление единовластия падишаха Акбара. Желая устранить визиря, шахзаде Салим сговорился с мятежным раджпутским раджой Бир Сингхом Бунделой, организовавшим в 1602 году Абул-Фазлу засаду по дороге из Декана в Дели, в которой визирь и был убит. Разгневанный падишах Акбар приказал схватить и казнить Бир Сингха. Султан Салим Бахадур попал в опалу, однако в 1604 году он примирился с отцом. Вскоре после этого, благодаря рекомендациям большой части амиров, Акбар назначил его своим наследником.

## Внутренняя политика
Султан Салим Бахадур вступил на трон могольского падишаха под именем Джахангира в 1605 году в Агре, спустя несколько дней после смерти падишаха Акбара. Столицей империи при Джахангире была Агра. Первые 17 лет царствования Джахангира стали периодом беспримерного спокойствия и политической стабильности в центральных субах империи, однако начало правления нового падишаха было омрачено неожиданным мятежом его старшего сына шахзаде Султан Хусрау-мирзы.
Взойдя на престол падишаха, Джахангир отменил многие установления своего отца Акбара, в том числе касавшиеся политики религиозной терпимости в отношении сторонников индуизма. Последовавшее за этим недовольство военачальников-индусов (среди которых был и субадар Бенгалии Ман Сингх I) привело к мятежу Султан Хусрау-мирзы в 1606 году. Бежавший из Красного форта Агры, где он фактически находился под домашним арестом, Хусрау-мирза направился в Пенджаб. Во главе примкнувших к нему войск Хусрау-мирза осадил Лахор, однако подошедшая из Агры армия падишаха без труда разбила его войска, а сам Хусрау-мирза был схвачен и закован в цепи, в которых провёл целый год. После освобождения Хусрау-мирза организовал заговор с целью убийства отца, однако заговор был раскрыт и шахзаде Хусрау-мирза был ослеплён (см. статью про аналогичную практику в Византии).
При Джахангире англичане в лице Британской Ост-Индской компании получили в 1611 году разрешение основать первые торговые поселения в Индии.

## Войны с раджпутами
Ещё до начала мятежа Султан Хусрау-мирзы падишах Джахангир начал военные действия против раджи Мевара Амар Сингха, от продолжения которых Джахангира отвлекло восстание сына. С Амар Сингхом был заключён мир, однако в 1608 году Джахангир вновь начал войну с Меваром, которая вновь закончилась ничем.
В 1613 году Джахангир направил в Раджпутану внушительную армию во главе со своим третьим сыном шахзаде Хуррам Бахт Бахадур-мирзой, а сам Джахангир выдвинулся в Аджмер. В результате карательных действий войск шахзаде Хуррама в Меваре начались серьёзные перебои с продовольствием, за которыми последовала вспышка эпидемии чумы. Раджа Амар Сингх признал поражение и заключил с падишахом мирный договор, по которому Мевар стал вассальным княжеством Могольской империи, а сын раджи Амар Сингха получил мансаб «командующего пятью тысячами» на имперской службе.

## Другие войны
Одновременно с войной против Мевара Джахангир начал военные действия, направленные на покорение афганских военачальников, фактически независимо управлявших Бенгальской субой. Бенгалия была полностью подчинена. В 1620 году войска падишаха взяли неприступную горную крепость Кангра в одноимённой области Панджаба, которая занимала стратегическое положение в двуречье Джелама и Рави.
Параллельно могольская армия Джахангира с переменным успехом действовала в Деккане, где фактический правитель Ахмаднагарского султаната Малик Амбар создал внушительную антимогольскую коалицию совместно с Биджапурским и Голкондским султанатами. В 1620 году могольские войска захватили и разрушили столицу Ахмаднагарского султаната Харки. Малик Амбар вынужден был уступить падишаху Джахангиру всю захваченную моголами территорию султаната и согласился на единовременную уплату дани (назрана).
Войны в Декане, потребовавшие концентрации войск, ослабили западные (афганские) границы империи. В 1621 году Кандагар, который в течение многих лет был объектом посягательств империи Сефевидов, был захвачен иранскими войсками.

## Последние годы правления
Последние годы царствования Джахангира ознаменованы частыми восстаниями сыновей и полководцев падишаха. При дворе Джахангира, к тому времени, по мнению некоторых исследователей, уже превратившегося в слабовольного пьяницу и наркомана, господствовала группировка во главе с главной и любимой женой падишаха Hyp-Джахан («Светоч мира») и её отцом великим визирем Мирзой Гияс ад-дином Мухаммад-ханом, имевшим мансаб Итимад ад-Даула («Опора государства»).
Желая свести на нет влияние на падишаха придворной раджпутской группировки Махабат-хана, Hyp-Джахан в 1625 году добилась того, чтобы Махабат-хан был назначен в Бенгальскую субу, а также отчитался о своих доходах. Возмущённый Махабат-хан поднял мятеж, неожиданно напал во главе верных ему раджпутских войск на лагерь падишаха на берегу р. Джелам и захватил Джахангира в плен. Однако вскоре мусульманская часть войск Махабат-хана подняла мятеж и истребила раджпутскую часть его армии, сам Махабат-хан в 1626 году бежал к шахзаде Шах Джахан Бахадуру, который поднял мятеж против отца в Деккане.
Получивший свободу падишах Джахангир умер 8 ноября 1627 года.

## Личные качества и пристрастия
В исторической литературе сложилась тенденция приписывать Джахангиру образ безвольного пьяницы и опиумного наркомана, беспутного гуляки и неудержимого любителя женщин, мало интересовавшегося чем либо, кроме всевозможных удовольствий. Приходится признать, что Джахангир был наиболее склонным к алкоголизму из всех могольских падишахов.
Однако, кроме прочего, падишах Джахангир известен как тонкий ценитель искусства, обладавший незаурядным литературным талантом и покровительствовавший развитию изобразительного искусства при своём дворе. Благодаря усилиям падишаха придворные художники достигли невиданных ранее высот, в результате чего, в частности, до нас дошло множество разнообразных прижизненных портретов самого Джахангира.
Сохранившийся дневник Джахангира («Джахангир-наме») своим непосредственным и живым стилем изложения ничуть не уступает всемирно известному Бабур-наме его предка падишаха Бабура. Кроме того, содержание дневника свидетельствует о широте интересов и взглядов самого Джахангира, относящихся к самым разным областям научных знаний (от особенностей размножения журавлей и производства сплавов с добавлением метеоритного железа до изучения происхождения географических названий и применения битума в лечении переломов). Естественнонаучные размышления Джахангира, изложенные в его дневнике, ярко свидетельствуют о его страстном желании исследовать, проанализировать и познать саму суть окружавших его явлений и вещей. Некоторые объекты, которые падишах описывал в своём дневнике, он приказывал нарисовать своим придворным художникам.
«Что касается нрава этого короля, то мне он всегда казался воплощением крайностей: порою он был варварски жесток, а порою исключительно справедлив и милостив».
Характеру Джахангира, как и характеру любого средневекового деспота, были присущи садистские черты. Некоторые исследователи даже говорят о его маниакальной и изобретательной жестокости, о чём свидетельствует ряд исторических фактов. К примеру, взятого в плен мятежного сына Джахангира Хосрова-мирзу по приказу падишаха усадили на слона и водили по улице, уставленной колами, на которых медленно и мучительно умирали его сторонники. Джахангир часто бывал абсолютно непредсказуемым и чудовищно жестоким под влиянием алкоголя. Однажды вечером, например, во время застолья он повелел придворным пить вместе с ним, однако наутро падишах забыл о своём приказании и в ярости велел жестоко наказать наименее влиятельных из своих сотрапезников за то, что они позволили себе пить с падишахом.
Эмоциональные перепады характера падишаха имели и положительные проявления. Чаще всего Джахангир был мягок и любезен, особенно во взаимоотношениях с иностранными представителями, а иногда и чрезвычайно сентиментальным, о чём свидетельствует дневник падишаха. К примеру, до наших дней сохранился внушительных размеров водоём для водопоя животных, сооружённый в Шейхупуре по приказу Джахангира в память о его умершем любимом олене.

## Жёны и дети
От 30-ти жён и множества наложниц у падишаха Джахангира родилось 7 сыновей и 14 дочерей, часть которых умерли в раннем возрасте или во младенчестве:
- (с 1585) Шах-бегум Сахиба (ум. 1605), урождённая Раджкумари Шри Манбхавати Байджи Кунвари Сахиба (Ман Бай), дочь раджи Дхундхара Амира аль-Умара Бхагвант Даса, покончила с собой,
  - шахзаде Султан Хусрау-мирза (1587—1622), в 1606 году поднял мятеж против отца, был разбит, схвачен и ослеплён, а позже задушен;
- (с 1586) Сахиб-и-Джамал-бегум Сахиба (ум. 1599), дочь Хаджи-Хасана Гератского, двоюродная сестра Зайн-хана Каки,
  - шахзаде Султан Парвез-мирза (1590—1626), умер от пьянства,
  - шахзаде Султан Шахрияр-мирза (1596—1628), в октябре 1627 года попытался захватить престол, был побеждён, ослеплен и заключён в тюрьму, убит в Лахоре по приказу Шах Джахана I;
- (с 1586) Джагат Госайн Тадж Биби Сахиба (Билкис-Макани) (1573—1619), урождённая Раджкумари Шри Манавати Байджи Лалл Сахиба, дочь раджи Марвара Раджи Шри Удай Сингхджи Сахиб-Бахадура,
  - падишах Шихаб ад-дин Мухаммад Шах Джахан I (1592—1666);
- (с 1587) Малика-и-Джахан-бегум Сахиба, дочь махараджи Джайсалмера,
  - шахзаде Джахандар-мирза (1596—1626);
- (с 1608) Салиха Бану Падшах-бегум Сахиба (мансаб с 1610, ум. 1620), главная жена падишаха, дочь Касим-хана,
  - шахзаде Гаршасп-мирза;
- (с 1611) Наваб Нур-Джахан Падшах-бегум Сахиба (мансаб с 1622) (1576/7—1645), главная жена падишаха с 1620 года, урождённая Мехр ан-Ниса-ханум, с 1611 — Нур-Махал-бегум Сахиба, с 1616 — Ашраф ан-Ниса Нур-Джахан-бегум Сахиба, дочь великого визиря Итимад ад-Даулы Мирзы Гияс ад-дина Мухаммад-хана.